# Карбулька, Иосиф Иосифович
Йозеф Карбулька (Иосиф Иосифович Карбулька; 23 июля 1866 — 14 февраля 1920) — музыкант, композитор, скрипач, дирижёр, педагог чешского происхождения.

## Биография
Йозеф Карбулька родился 23 июля 1866 года в чешской столице Праге, которая на то время входила в состав Австрийской империи. Там же он провёл детство и юность. Заниматься музыкой начал с шести лет, а в десять впервые выступил с оркестром, которым руководил его отец. В 14 лет Карбулька был принят в Пражскую консерваторию (класс Антона Бенневица). В 1885 году отлично окончил консерваторию, получив диплом «замечательного солиста и оркестранта». После этого в течение года служил в армии капельмейстером, а в следующем году был приглашён солистом и концертмейстером оркестра в Италию. Его концерты с успехом проходили в Милане, Флоренции, Неаполе, Венеции и других городах. С 1892 года преподавал игру на скрипке в Музыкальной академии Загреба, а с 1893 года стал придворным солистом черногорского князя Николы I Петровича, будущего короля Черногории.
В 1895 году Йозеф Карбулька принял предложение приехать на работу в музыкальное училище Одесского отделения Императорского русского музыкального общества (РМО). Благодаря в том числе его деятельности началось становление одесской скрипичной школы в конце XIX века, когда Йозеф Карбулька вместе с двумя другими чешскими скрипачами Йозефом Перманом и Франтишеком Ступкой, заложили основы скрипичной педагогики города. Одесское музыкальное училище по классу Йозефа Карбульки в частности окончил советский музыкальный педагог и скрипач Пётр Соломонович Столярский.
В 1903 году Карбулька переехал в Николаев, где стал старшим преподавателем музыкального училища Николаевского отделения Императорского русского музыкального общества. Здесь он возглавил квартет отделения РМО, принял участие в трио педагогов музыкального училища и продолжил активную деятельность солиста-скрипача камерного ансамблиста и дирижёра. Под руководством Йозефа Карбульки значительно улучшил свою работу камерный оркестр училища. Также он создал различные ансамбли и унисоны скрипачей от начинающих до старшекурсников и выпускников.
В 1907 году Йозеф Карбулька возглавил Николаевское музыкальное училище. С этого периода концертная и просветительская деятельность учебного заведения значительно расширились. Он основал в училище классы виолончели, деревянных духовых инструментов, провёл реформу класса сольного пения. Также ему удалось сделать обучение в училище бесплатным.
В Николаеве Карбулька подружился с украинским композитором Николаем Николаевичем Аркасом и часто был одним из первых слушателей и иногда исполнителем некоторых его сочинений. Дочь Аркаса, Оксана Шестерикова-Аркас была хорошей певицей-любительницей и часто принимала участие в концертах квартета Николаевского отделения русского музыкального общества. Концерты квартета знакомили публику с произведениями русских, украинских и чешских композиторов. Музыканты часто исполняли музыку Аркаса: арии из оперы «Катерина», романсы, украинские народные песни в авторском переложении для солистки и квартета. Николай Аркас часто бывал на концертах в музыкальном училище.
Карбульке как композитору принадлежат два концерта; «Словацкая рапсодия» и «Романс» для скрипки с оркестром, «Гавот», «Непрерывное движение», «Листок из альбома» для скрипки соло и другие произведения.
После Октябрьской революции Йозеф Карбулька остался на посту директора и педагога Николаевского музыкального училища. Он организовывал лекции-концерты и концертные бригады, которые знакомили с музыкальным искусством многолюдные аудитории рабочих, солдат и матросов.
Умер Иосиф Иосифович Карбулька 14 февраля 1920 года. Похоронен в Николаеве, но могила не сохранилась.